# باتريك بريستو
باتريك بريستو (بالإنجليزية: Patrick Bristow)‏ مواليد 26 سبتمبر 1962 في لوس أنجلوس، هو ممثل وكوميدي أمريكي بدأ مسيرته الفنية سنة 1985. من أعماله فيلم أطول يارد.

## روابط خارجية
- باتريك بريستو على موقع IMDb (الإنجليزية)
- باتريك بريستو على موقع ألو سيني (الفرنسية)
- باتريك بريستو على موقع أول موفي (الإنجليزية)
- باتريك بريستو على موقع قاعدة بيانات الأفلام السويدية (السويدية)
- باتريك بريستو على موقع إن إن دي بي (الإنجليزية)
- باتريك بريستو على موقع قاعدة بيانات الفيلم (الإنجليزية)
- باتريك بريستو على موقع كينوبويسك (الروسية)